# Martin Veillette
Martin Veillette (ur. 16 listopada 1936 w La Tuque) – kanadyjski duchowny rzymskokatolicki, w latach 1996-2012 biskup Trois Rivières.

## Życiorys
Święcenia kapłańskie przyjął 12 czerwca 1960. 17 października 1986 został prekonizowany biskupem pomocniczym Trois Rivières ze stolicą tytularną Valabria. Sakrę biskupią otrzymał 13 grudnia 1986. 21 listopada 1996 został mianowany biskupem Trois Rivières. 2 lutego 2012 przeszedł na emeryturę.